# Illampu
O Illampu ou Nevado Illampu é um pico da cordilheira dos Andes localizado na Bolívia. Atinge os 6368 m de altitude, o que o torna na quarta montanha mais alta da Bolívia.
O Illampu fica na secção setentrional da Cordilheira Real, parte dos Andes, a leste do lago Titicaca. Fica a norte do pouco mais alto Janq'u Uma, perto da localidade de Sorata. A Laguna Glaciar, no maciço Illampu-Janq'u Uma, é o 17.º lago mais alto do mundo. 
Apesar de ser mais baixo que o Janq'u Uma, o Illampu é um pico mais íngreme, e mais difícil de escalar. De facto, tem a via normal mais difícil de todos os picos da Bolívia acima dos 6000 metros de altitude   A rota mais fácil é pelo tergo sudoeste, e está classificada como AD (Bastante Difícil), com declives acima dos 65º. É acessível a partir de um campo no lado norte do maciço. Foi escalado pela primeira vez em 7 de junho de 1928 via esta rota, pelos alemães Hans Pfann, Alfred Horeschowsky e Hugo Hörtnagel e pelo austríaco Erwin Hein. Há outras rotas pelas vertentes sul e sudoeste.